# Albula esuncula
Albula esuncula е вид лъчеперка от семейство Albulidae. Видът не е застрашен от изчезване.

## Разпространение и местообитание
Разпространен е в Гватемала, Еквадор, Колумбия, Коста Рика, Мексико, Никарагуа, Панама, Перу, Салвадор, САЩ, Хондурас и Чили.
Обитава полусолени и тропически води, пясъчни дъна, морета, заливи, рифове и крайбрежия.

## Описание
На дължина достигат до 32 cm.